# Gioia del Colle
Gioia del Colle község (comune) Olaszország Puglia régiójában, Bari megyében.

## Fekvése
A település az olasz csizma sarkán lévő Bari megyéből 2015-ben létrehozott metropolisz déli részén, a Murgia-fennsíkon egy 365 m magas dombon fekszik, az Adriai-tenger és a Jón-tenger között félúton, 435 és 296 m-es tszf. magasság között fekszik. Északnyugatról Acquaviva delle Fonti, északról Sammichele di Bari, északkeletről Turi, keletről Putignano és Noci, délről Castellaneta, délnyugatról Laterza, míg nyugat felől Santeramo in Colle határolják. Erdős jellegű vidék, amelyet jellemzően bükkfafélék, főként a molyhos tölgy borít. Ez különösen Gioia Bosco Romanazzi és Serra Capece negyedeiben szembetűnő, és Monte Sannace régészeti övezetétől egészen a Nociba vezető megyei útig terjed.

## Éghajlata
Klímája mediterrán, kontinentális beütéssel, ami tengerszint feletti magasságából és a tengertől való bizonyos távolságából adódik. Télen –2 és +12 °C, míg nyáron 18–32 °C közötti léghőmérséklettel és magas relatív páratartalommal kell számolniuk az idelátogatóknak. Az éves csapadék átlagosan 600 mm körüli, évente egyszer havazik is, amikor a Balkán felől a hideg légtömegek ideérnek.

## Története
Neve a Joannakis bizánci családnév, Joha rövidüléséből származik, de legendák másként magyarázzák elnevezését. Az egyik szerint egy nemesasszony elveszett gyönyörű és értékes nyakékét itt találták meg (mivel jelentése: nyakék öröme).
A települést az 5-6. században alapították a bizánciak. Az általuk épített erődöt a normannok kibővítették, azonban I. Vilmos szicíliai király leromboltatta. A helységet 1230-ban alapította újra II. Frigyes német-római császár, miután kiátkozását IX. Gergely pápa visszavonta. A következő évszázadokban nemesi családok birtokolták, majd a 19. század elején önálló községgé vált, amikor a Nápolyi Királyságban felszámolták a feudalizmust.
1920-ban, az első világháború utáni feszült légkörben esett meg a Marzagaglia-merénylet, amelyben hat munkást, majd bosszúból három földbirtokost meggyilkoltak.

## Népessége
A lakosság számának alakulása:

## Főbb látnivalói
- Normann–sváb vár a 12. századból
- A 11. századi Szent Péter-plébániatemplom 1764-ben leégett, ezután Szűz Mária nevére szentelték. 1857-ben földrengés rombolta le, mai alakja az 1893-as felújítást tükrözi.
- A várostól 5 km-re fekszik a Monte Sannace Régészeti Park egy 20. század végi ásatások során felszínre került peucetius falu romjait mutatja be.

## Híressége
- Itt született Sylvester Stallone apja, Frank, a borbély (1919–2011).

## Külső hivatkozások
- Honlap (olaszul)

1. ↑  https://demo.istat.it/?l=it